# Ericsson & Cowies Mekaniska Verkstad

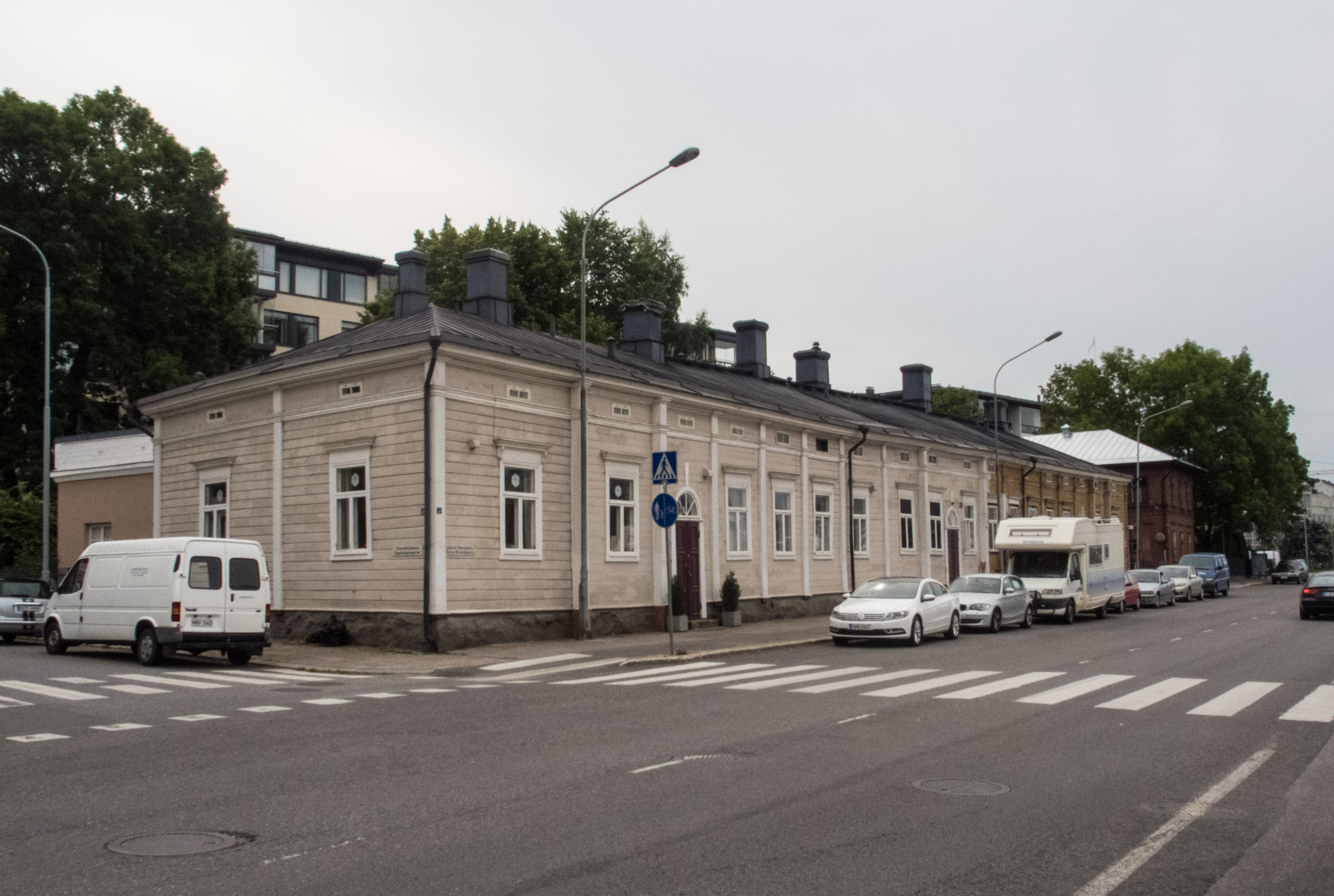
Ägarbostaden för Anders Thalus Ericsson och David Cowie, på Östra Strandgatan 56 vid Aura å bredvid varvet, uppfört 1847.

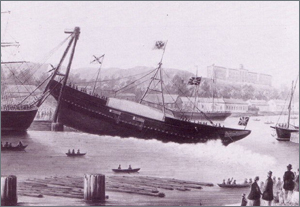
Sjösättning i Aura å av den ryska flottans ångfregatt Rurik i oktober 1851 på Gamla varvsbolaget i Åbo. Detta fartyg hade en 300 hästkrafters ångmaskin tillverkad av Ericsson & Cowies Mekaniska Verkstad.

Ericsson & Cowies Mekaniska Verkstad, senare Cowie & Co., var en verkstadsindustri i Åbo i Finland. Den grundades 1842 av David Cowie (1802–1874) och Anders Thalus Ericsson (1801–1891).
Cowie och Ericsson engagerades 1836 av John Jakob Julin på Fiskars bruk att bygga upp en mekanisk verkstad på Fiskars. Julin reste också över till Sverige och lockade över en grupp arbetare till Fiskars, varefter ett stort gjuteri och en mekanisk verkstad uppfördes. 
Efter några år grundade Cowie och Ericson 1842 en egen verkstad i Åbo under namnet Ericsson & Cowie. Verkstaden gick bra och redan 1846 byggde de en första ångslup med järnskrov för trafik till fritidsområdet Runsala utanför Åbo. Den fick också heta "Runsala". I företaget tillverkades framför allt ångmaskiner och ångpannor.
Det första ångfartyget på vilket en ångmaskin (på 100 ihk) installerades var passagerarfartyget S/S Furst Menschikoff (II) av trä, som levererades 1850 av Gamla varvsbolaget i Åbo.
Å 1857 sålde Ericsson sin andel till Erik Julin. År 1862 köpte William Crichton Cowies andel. De döpte om verksamheten till W:m Crichton & C:o.